# Liborius Ndumbukuti Nashenda
Liborius Ndumbukuti Nashenda, O.M.I. (Oshikuku, região de Omusati, 7 de abril de 1959) é um arcebispo católico romano da Namíbia.

## Biografia
Foi ordenado sacerdote dos Oblatos de Maria Imaculada em 25 de junho de 1988, por Bonifatius Haushiku, ICP, Bispo Auxiliar de Windhoek.
Em 5 de novembro de 1998, Liborius Nashenda foi nomeado Bispo Auxiliar de Windhoek e Bispo Titular de Pertusa. Recebeu a ordenação episcopal em 7 de fevereiro de 1999, por Bonifatius Haushiku, ICP, Arcebispo de Windhoek; os principais co-consagradores foram Denis Eugene Hurley, OMI, Arcebispo Emérito de Durban, e Fernando Guimarães Kevanu, Bispo de Ondjiva.
Em 21 de setembro de 2004, o papa o nomeou arcebispo de Windhoek. Nashenda foi empossado em 14 de novembro.
No Dia dos Heróis de 2014, Arcebispo Liborius recebeu a Ordem Mais Brilhante do Sol, Segunda Classe do Presidente Hifikepunye Pohamba.
Liborius Ndumbukuti Nashenda é Presidente da Conferência Episcopal Católica da Namíbia (NCBC). Após ser vice-presidente de 2019 a 2022, foi eleito presidente do Encontro Inter-Regional dos Bispos da África Austral (IMBISA) em setembro de 2022.